# AFVG
AFVG
- 製造者：ブリティッシュ・エアクラフト・コーポレーション/ダッソー
- 生産数：0
- 運用状況：計画中止

AFVG(Anglo French Variable Geometry)は、イギリス、フランスが国際協同開発しようとした可変翼軍用機。

## 概要
1964年10月の総選挙により保守党から政権を引き継いだ労働党のウィルソン政権は軍用機の開発予算を削減して非軍事分野に配分する政策を実行した事により、BAC TSR-2、アームストロング・ホイットワース AW.681、ホーカー・シドレー P.1154が開発中止された。それまで、自国の防衛を担う主力軍用機は独自開発が前提だったイギリスにとって最初の本格的な軍用機の共同開発計画だった。可変式後退翼を装備した軍用機の開発計画としてイギリスとフランスの計画を合わせたが、両者の要求は異なったので妥協的な案が採択された。1965年4月に開発中止されたBAC TSR-2とそれの中止に伴って購入が検討されたジェネラル・ダイナミクスのF-111Kも中止され、それらの任務を引き継ぐ事を視野に入れて開発が進められた。独自の核戦略を志向するフランスが1966年に北大西洋条約機構の軍事部門から脱退した事は計画の進展に暗い影を落とした。
計画は1967年1月にフランスの離脱により中止されたが、ブリティッシュ・エアクラフト・コーポレーションはイギリス空軍の要求に応じるように修正してUKVGとして計画の続行を西ドイツとイタリアに働きかけ、可変式後退翼を装備した多用途戦闘機であるパナヴィア・トーネードとして結実した。一方、フランスはAFVGとして提案していたミラージュGの開発を続行し、これを長距離攻撃機型のミラージュG4、次いで低コスト化を図った要撃戦闘機型のミラージュG8に発展させたが、可変翼機故の高コストさやフランスの経済情勢悪化に伴い計画は中止された。

## 機体
総合的に考慮して可変翼が採用され、イングリッシュ・エレクトリック ライトニングの迎撃任務の置き換えを視野に入れていた。

## 文献
- 坂出健『イギリス航空機産業と「帝国の終焉」軍事産業基盤と英米生産提携』有斐閣、2010年。ISBN 4641163618。